# تارا مكدونالد
تارا جين مكدونالد (بالإنجليزية: Tara McDonald)‏ هي مغنية وكاتبة أغاني إنجليزية أيرلندية ولدت في سنة 1987 في مدينة دارتفورد، وقد غنت مع أرماند فان هيلدن وأكسويل.

## روابط خارجية
- تارا مكدونالد على موقع IMDb (الإنجليزية)
- تارا مكدونالد على موقع ميوزك برينز (الإنجليزية)
- تارا مكدونالد على موقع أول ميوزيك (الإنجليزية)
- تارا مكدونالد على موقع ديسكوغز (الإنجليزية)